# Girl Friend (thee michelle gun elephantの曲)
「Girl Friend」（ガール・フレンド）は、thee michelle gun elephantの15枚目のシングル。

## 解説
2003年4月7日にライブ会場のみの先行販売が行われ、2003年6月21日に一般の市場にも販売された。規格にはCDとアナログの2タイプが存在する。このシングルは、他の作品と異なり、所属レコード会社による販売ではなく、自身のインディーズ・レーベル『TRIPPIN' ELEPHANT RECORDS』からのリリースである。1曲のみ収録のシングルで、オリジナルアルバムにも未収録である。また、規格番号は先行販売盤がTERNG-043、一般販売CD盤はTERNG-043i、一般販売アナログ盤がITERNG-044。
この曲は、元々7thアルバム『SABRINA HEAVEN』に収録された既存のインストゥルメンタル楽曲「NIGHT IS OVER」に、メンバーのチバユウスケが歌詞を入れ、メンバーに披露したところ好評だったためリリースされた楽曲である。ピアノを使用したラブソングであるこの楽曲は、他の楽曲に類のない作品とされている。ライブではほとんど披露しない楽曲であるが、2003年9月12日に札幌ペニーレーンにて一度だけ演奏された。その音源は後にリリースされるライブ・アルバム『LAST HEAVEN'S BOOTLEG』に収録されている。
歌詞カードは付属されておらず、歌詞はレーベル面に印刷されている。なお、ディスクの中心には穴が開いているので、その部分にあたる歌詞は欠落している。

## 収録曲
1. GIRL FRIEND
  - （作詞: チバユウスケ、作曲: thee michelle gun elephant）